# San Carlos (Chiapas)
San Carlos es una localidad del estado mexicano de Chiapas. Es parte del municipio de Villa Comaltitlán.

## Toponimia
El nombre «San Carlos» hace referencia al santo patrono de la localidad: Carlos Borromeo.

## Demografía
| Gráfica de evolución demográfica |
|                                  |

| Censo | Población |
| ----- | --------- |
| 1960  | 141       |
| 1970  | 61        |
| 1980  | 23        |
| 1990  | 61        |
| 2000  | 4         |
| 2010  | 41        |
| 2020  | 1 183     |